# Loalwa Braz Vieira
Loalwa Braz Vieira (3. juni 1953 i Loalva, Rio de Janeiro; fundet død den 19. januar 2017 i Saquarema) var en brasiliansk sanger og sangskriver. Hun blev som sanger i den fransk-brasilianske popgruppe Kaoma i 1989 verdensberømt med sangen "Lambada", som toppede hitlisterne i elleve lande, og den tilhørende folkeligt baserede dans.
"Lambada" solgte over 25 millioner singler og har modtaget over 80 guld- og platinplader. Vieira skrev og sang Kaomas sange på fire sprog; ud over hendes modersmål portugisisk også på engelsk, fransk og spansk.

## Død
19. januar 2017 blev hendes forkullede krop fundet af politiet i en udbrændt bil i nærheden af landsbyen Saquarema, omkring 70 km fra Rio de Janeiro. Omstændighederne ved hendes død er uklare.